# Haitzen (Bad Grönenbach)
Haitzen ist ein Ortsteil des Kneippheilbades Bad Grönenbach im Landkreis Unterallgäu in Bayern.

## Geografie

### Topographie
Der Weiler liegt rund zwei Kilometer westlich von Bad Grönenbach, auf einer Höhe von 720 m ü. NN. Haitzen grenzt im Uhrzeigersinn im Norden beginnend an die Weiler Hohmanns, Frauenkau, Rothmoos und Fautzen.

### Geologie
Haitzen befindet sich auf Deckenschotter der Mindeleiszeit des Pleistozäns. Der Untergrund besteht aus Kies, Sand und zum Teil Konglomerat.

## Geschichte
Haitzen wurde 1512 im Urbar der Herrschaft Grönenbach/Rothenstein erstmals erwähnt. Zwei der damals vorhandenen fünf Anwesen in Haitzen gehörten den von Pappenheim.